# Самостшель (Куявсько-Поморське воєводство)
Самостшель (пол. Samostrzel) — село в Польщі, у гміні Садки Накельського повіту Куявсько-Поморського воєводства.
Населення — 607 осіб (2011).
У 1975-1998 роках село належало до Бидгощського воєводства.

## Демографія
Демографічна структура станом на 31 березня 2011 року:
|          | Загалом | Допрацездатний вік | Працездатний вік | Постпрацездатний вік |
| -------- | ------- | ------------------ | ---------------- | -------------------- |
| Чоловіки | 261     | 43                 | 185              | 33                   |
| Жінки    | 346     | 99                 | 187              | 60                   |
| Разом    | 607     | 142                | 372              | 93                   |